# Prothrapur
Prothrapur – miasto w południowo-wschodnich Indiach, w terytorium związkowym Andamany i Nikobary, na wyspie Andaman Południowy. Według danych szacunkowych na rok 2011 liczyło 10 308 mieszkańców.